# Baihua
Mit Baihua, eigentlich Baihuawen (chinesisch 白話文 / 白话文, Pinyin báihuàwén – „Alltagssprache“), ist eine auf der Alltagssprache der Nordchinesen basierende moderne Standardsprache gemeint. Sie bildet die grammatikalische und lexikalische Grundlage des modernen Hochchinesischen.
Im Gegensatz zum klassischen Chinesisch ist Baihua verständlicher und so dem großen Teil des Volkes zugänglicher.
Deshalb wird in chinesischen Lehrbüchern dem Übergang vom klassischen Chinesisch zum Baihua eine große Bedeutung für den Demokratisierungs- und Modernisierungsprozess Chinas zugeschrieben.

## Entstehung
Zu Beginn der chinesischen Sprachgeschichte waren Literatur- und Alltagssprache weitgehend identisch. Im Laufe der Zeit veränderte sich die Alltagssprache, aber man schrieb weiter in den alten Formen; die Alltagssprache entfernte sich also immer weiter von der Literatursprache. Das machte die Bildung (sowie auch die damit direkt verbundene Beamtenkarriere) zu einem beinahe exklusiven Privileg der oberen Schichten, die begütert genug waren, um ihre Kinder zur Schule zu schicken und diese dort die Literatursprache lernen zu lassen. 
Anfang des 20. Jahrhunderts begannen viele Intellektuelle wie Hu Shi, Chen Duxiu und Lu Xun, eine Reform der chinesischen Sprache zu fordern und voranzutreiben. Sie verfassten Aufsätze in der Alltagssprache (Baihua) anstatt in der damals allgemein gebräuchlichen Literatursprache, auch „Wenyan“ (文言) genannt, und warben in der Öffentlichkeit für eine generelle Adoption des Baihua. Dank ihrer Bemühungen nahm das Baihua nach und nach eine dominierende Rolle in der Literatur ein. Ein klarer Zeitpunkt für den Wechsel vom Wenyan zum Baihua lässt sich allerdings nur sehr schwer festlegen, denn viele der damals entstandenen Texte würde man aus heutiger Sicht eher als eine Mischung aus Literatur- und Alltagssprache bezeichnen. Schon in den späten 1920er Jahren aber wurden praktisch alle chinesischen Zeitungen, Bücher und offiziellen Dokumente in Baihua verfasst.

## Kritik
In der heutigen Zeit werden in China auch Vorwürfe gegen das Baihua laut. Einerseits wird die Schwächung des Wenyan im offiziellen Lehrplan (beispielsweise sind alle Schulbücher in Baihua verfasst) von manchen Nationalisten als eine Entfremdung von der Tradition aufgefasst, weil dadurch die jungen Chinesen die Werke ihrer Vorfahren nicht mehr verstehen könnten. Andererseits sind manche Kritiker der Meinung, dass der ästhetische Anspruch des Baihuas mit dem des Wenyans gar nicht zu vergleichen sei.
In den letzten Jahren hat das Wenyan aber wieder an Bedeutung gewonnen. Das Lesen und Auswendiglernen von Wenyan-Texten ist in manchen Grundschulen wieder an der Tagesordnung. Ziel ist, dem Nachwuchs die in den alten Werken enthaltenen chinesischen Moralvorstellungen beizubringen und so das kulturelle Selbstbewusstsein zu stärken.